# Ligne de Baccarat à Badonviller
La ligne de Baccarat à Badonviller est une ancienne ligne de chemin de fer française à écartement standard et à voie unique non électrifiée. Elle constituait une antenne de la ligne de Lunéville à Saint-Dié qui permettait, à partir de l'embranchement de la gare de Baccarat, la desserte de la commune de Badonviller dans le département de Meurthe-et-Moselle en région Grand Est.
Fermée à tout trafic depuis 1989, la ligne est déclassée en 1994.
Elle constituait la ligne no 068 000 du réseau ferré national français. Historiquement, elle constituait la ligne 235 dans l'ancienne numérotation SNCF des lignes de la région Est.

## Tracé
De l'embranchement situé au nord de la gare de Baccarat, la ligne suit la bordure de la forêt de Grammont avant de grimper vers la vallée de la Verdurette. Elle franchit successivement une rivière, la Verdurette, puis le ruisseau de Pexonne avant de s'élever pour arriver en gare de Badonviller.
Ce tracé au nord de la gare de Baccarat, utilisant une rampe imposante, inclus au traité de paix, avait pour but de limiter l'accès à la frontière de 1871 aux convois ferroviaires.

## Histoire
La ligne est déclarée d'utilité publique, à titre d'intérêt général, par une loi le 26 mars 1879,. Cette petite antenne de 14 km permettant la desserte du bourg industriel de Badonviller, est concédée provisoirement à la compagnie des chemins de fer de l'Est (Est) le 28 octobre 1881. La ligne est cédée par l'État à la Compagnie des chemins de fer de l'Est (Est) par une convention signée entre le ministre des Travaux publics et la compagnie le 11 juin 1883. Cette convention est approuvée par une loi le 20 novembre suivant.

## Infrastructure

### Gares
- Gare de Baccarat ;
- halte de Merviller ;
- gare de Merviller - Vacqueville ;
- gare de Pexonne ;
- gare de Badonviller.

### Ouvrages d'art
- Pont sur La Verdurette ;
- pont sur le ruisseau de Pexonne.